# لینبورگ (ویرجینیای غربی)
لینبورگ (به انگلیسی: Lineburg) یک منطقهٔ مسکونی در ایالات متحده آمریکا است که در شهرستان مورگان، ویرجینیای غربی واقع شده‌است.